# Ross Brawn
Ross James Brawn (Manchester, 23 novembre 1954) è un ingegnere e dirigente sportivo britannico.
Nel corso della sua carriera ha ricoperto diversi ruoli nell'ambito della Formula 1, lavorando come direttore tecnico per Benetton e Ferrari e come team principal per Honda, prima di rilevare quest'ultima e trasformarla in Brawn nel 2009; successivamente ha continuato a lavorare nel ruolo di team principal per la Mercedes, che aveva acquisito a sua volta la stessa Brawn, fino alla stagione 2013.
Dal 23 gennaio 2017 è stato nominato direttore generale e responsabile sportivo del progetto Formula 1. Il 28 novembre 2022 annuncia il ritiro dalla F1.

## Biografia
Nei primi anni settanta, Brawn ha completato un corso di 4 anni come apprendista meccanico allo United Kingdom Atomic Energy Authority  presso l'Atomic Energy Research Establishment di Harwell, nell'Oxfordshire. Ha poi iniziato un corso per un  in ingegneria meccanica a Reading, poi abbandonato per aver accettato un lavoro nello staff della Williams F1. Nel 1976 fu assunto alla March Engineering nella città di Bicester come operaio in fabbrica. Poco tempo dopo passò a lavorare, come meccanico, alla scuderia March impegnata in Formula 3. Nel 1978 fu ingaggiato da Frank Williams per il suo nuovo team di F1. 

## Carriera
La sua carriera progredì velocemente, lavorando in vari dipartimenti ed anche come esperto d'aerodinamica nella galleria del vento del team.
Dopo un breve periodo con la FORCE e con la Arrows, le capacità di Brawn destarono l'attenzione della Jaguar, che lo assunse nel 1989. All'epoca la casa inglese era impegnata nel Campionato del Mondo Sport Prototipi. Portando l'esperienza raccolta in F1, Brawn ottenne molti successi con la Jaguar XJR-14 che vinse il titolo mondiale 1991. Pochi anni dopo, Brawn tornò in F1 come direttore tecnico della Benetton, dando il suo apporto ai due titoli mondiali di Michael Schumacher nel 1994 e 1995, e alla vittoria del titolo Costruttori del 1995.

### Ferrari (1997–2006)

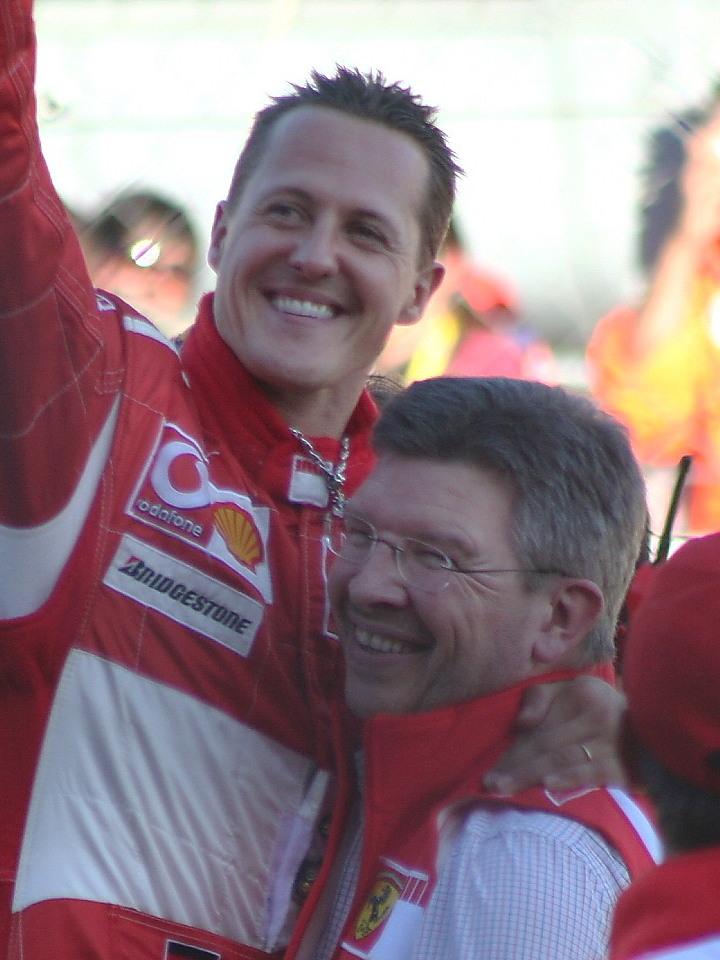
Brawn (in basso) alle Finali Mondiali Ferrari del 2006 con Michael Schumacher, pilota di riferimento dell'ingegnere per quasi tutta la sua carriera in Formula 1.

Ross Brawn seguì Schumacher alla Scuderia Ferrari nel 1996 come direttore tecnico. Nel giro di tre anni riuscì a riportare la Rossa sul tetto del mondo: nel 1999 la Ferrari vinse il mondiale costruttori, il primo di sei titoli consecutivi. Brawn fu fondamentale anche nei 5 titoli piloti raccolti da Schumacher dal 2000 al 2004. Il suo contributo, assieme a quelli di Jean Todt e di Rory Byrne, ha portato la stampa a chiamare la Ferrari il Dream Team. Il 26 ottobre 2006 la Ferrari annunciò che Brawn avrebbe lasciato la Scuderia di Maranello. Si prese un anno sabbatico per lasciare lo spazio a nuovi ingegneri.

### Honda e Brawn GP (2008–2009)
In vista della stagione 2008, al termine del suo anno sabbatico, Brawn non rientrò in Ferrari ma venne ingaggiato dalla Honda.
Nel 2009 rilevò la proprietà di quest'ultima, dando così vita al nuovo team Brawn GP. I due piloti, Jenson Button e Rubens Barrichello, furono protagonisti di una stagione esaltante che portò alla vittoria del mondiale sia piloti (Jenson Button) che costruttori, ottenuti peraltro con una gara di anticipo rispetto alla fine del campionato.

### Mercedes (2010–2013)
Nel novembre 2009 Brawn cedette la scuderia alla tedesca Mercedes, che lo ricompensò affidandogli la carica  di responsabile della gestione sportiva. Brawn rimase alla Mercedes fino alla stagione 2013, contribuendo a porre le basi del futuro dominio della casa tedesca.

### Gestione della Formula 1 (2017–2022)
Dal 23 gennaio 2017 è direttore generale e responsabile sportivo del progetto Formula 1. Dopo la stagione 2022, sono emerse voci secondo cui potrebbe tornare alla Ferrari come direttore del team, ma il 28 novembre 2022 ha confermato il suo ritiro dalla F1.

## Vita privata
Brawn, sposato con Jean, ha 2 figlie, Helen e Amyy. Vivono a Henley-on-Thames, nonostante egli passasse la maggior parte del suo tempo soprattutto a Maranello nel periodo in cui lavorava per la Scuderia Ferrari. Gli è stata conferita la laurea honoris causa in Ingegneria Meccanica dall'Università Politecnica delle Marche (Ancona) il 5 dicembre 2003. Ross Brawn ha tenuto la sua lectio doctoralis dal titolo "Ferrari Formula Uno. C'è un segreto nel suo successo?".